# Skouloúfia
Skouloúfia (grec moderne : τα Σκουλούφια, n. pl.) est un village de la municipalité d'Arkádi, sur l’île de Crète, en Grèce.